# Thick as a Brick
Thick as a Brick (literalmente «denso como un ladrillo», expresión inglesa equivalente a "cabeza dura"  «lleno de mierda») es el quinto álbum de estudio de la banda británica de rock progresivo Jethro Tull, que fue lanzado en 1972.
El álbum se caracteriza por estar compuesto por una única canción (como el posterior álbum A Passion Play), dividida en dos partes (correspondientes a cada una de las caras de los discos de vinilo de la época). La letra, supuestamente, se basa en un poema escrito por un ficticio niño precoz llamado Gerald Bostock, alias Little Milton. A pesar de estar dividida en dos partes, la unión nunca se rompe. En realidad, el efecto de «viento» que se escucha al final de la primera parte continúa en la segunda.
Las cubiertas y el interior del disco de vinilo fueron diseñados imitando un diario de un pequeño pueblo, el St. Cleve Chronicle & Linwell Advertiser, en el cual se incluye la letra de la canción y diversas noticias y pasatiempos típicos de un diario. La versión en CD quitó varios de esos pasatiempos, como la de «une los puntos».

## Trasfondo
El álbum surgió como una reacción a lo que la crítica especializada opinaba sobre su anterior trabajo, Aqualung al que habían catalogado de álbum conceptual. Ante estas afirmaciones, Ian Anderson respondió en una entrevista: «Si los críticos quieren un álbum conceptual, les daremos un álbum conceptual».[cita requerida] Anderson también ha dicho que «el álbum fue una parodia de los álbumes de Yes y Emerson, Lake & Palmer, así como la película Airplane! es parodia de Airport».
La fórmula fue exitosa y el álbum llegó a alcanzar el primer puesto en la lista de ventas en Estados Unidos, y el quinto lugar en Inglaterra.

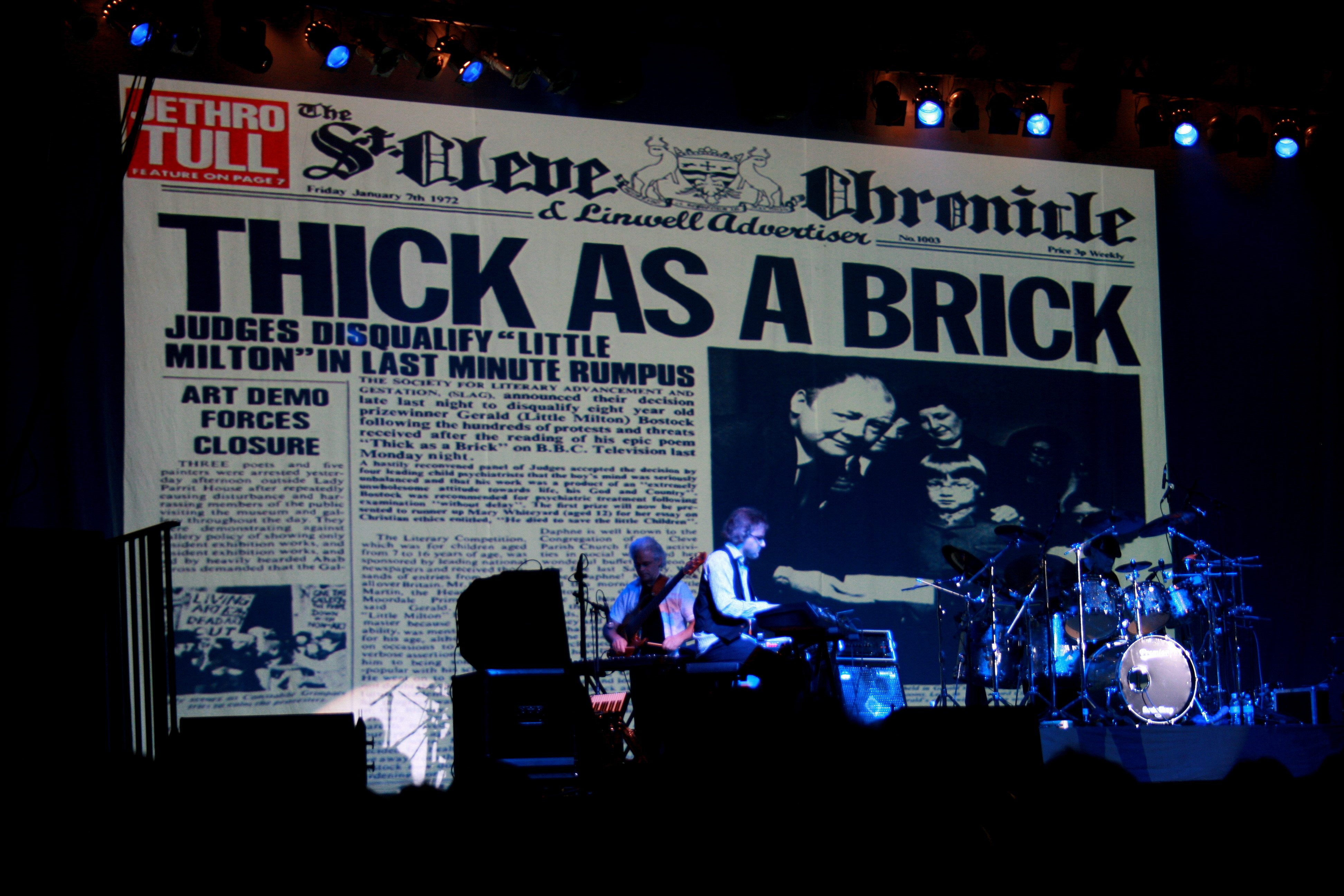
Foto de un concierto en la Uni-Halle de Wuppertal, en el año 2009, en la que se ve una proyección de una reproducción de la portada del disco.

El estilo de la obra podría calificarse de «sinfónico». La estructura musical de varios de los temas que van emergiendo cíclicamente es más propio de una sinfonía que del rock. El número de instrumentos que van interviniendo, progresivamente, a lo largo de todo el tema de 43 minutos se hace incontable, incluyendo, aparte de los instrumentos tradicionales en el rock, xilófonos, órganos Hammond, violines e, inevitablemente, la flauta de Anderson; sin embargo, este disco, a diferencia de los anteriores, incluye como instrumento casi principal a los teclados, lo cual le da aún más fuerza al estilo progresivo, a diferencia de sus anteriores trabajos.

## Lista de canciones
Todas las canciones escritas por Gerald Bostock (Ian Anderson)
| Lado Uno |                              |          |  |
| N.º      | Título                       | Duración |  |
| 1.       | «Thick as a Brick» (Parte I) | 22:40    |  |

| Lado dos |                               |          |  |
| N.º      | Título                        | Duración |  |
| 2.       | «Thick as a Brick» (Parte II) | 21:06    |  |

### Pistas adicionales
| Edición del 25 aniversario |                                                                        |          |  |
| N.º                        | Título                                                                 | Duración |  |
| 3.                         | «Thick as a Brick» (1978, versión en vivo en el Madison Square Garden) | 10:50    |  |
| 4.                         | «Interview with Jethro Tull»                                           | 16:30    |  |

| Edición del 40 aniversario |                 |          |  |
| N.º                        | Título          | Duración |  |
| 3.                         | «1972 Radio Ad» | 0:59     |  |

## Posiciones en listas
| Año  | Lista                         | Posición |
| ---- | ----------------------------- | -------- |
| 1972 | Billboard 200                 | 1        |
| 1972 | Kent Music Report (Australia) | 1        |

## Personal
| - Ian Anderson – voz, guitarra acústica, flauta, violín, saxofón y trompeta. - Martin Barre – guitarra eléctrica y laúd. - John Evan – piano, órgano y clavecín. - Jeffrey Hammond-Hammond – bajo y voz. - Barriemore Barlow – batería, percusión y timbal. - David Palmer – Arreglos para cuerdas y conducción (músico invitado) | - Ian Anderson – voces, flauta y guitarra acústica - Martin Barre – guitarra eléctrica - John Evan – piano, Órgano Hammond, acordeón y sintetizadores. - Barriemore Barlow – batería y glockenspiel. - David Palmer – órgano electrónico y sintetizadores. - Tony Williams – bajo |

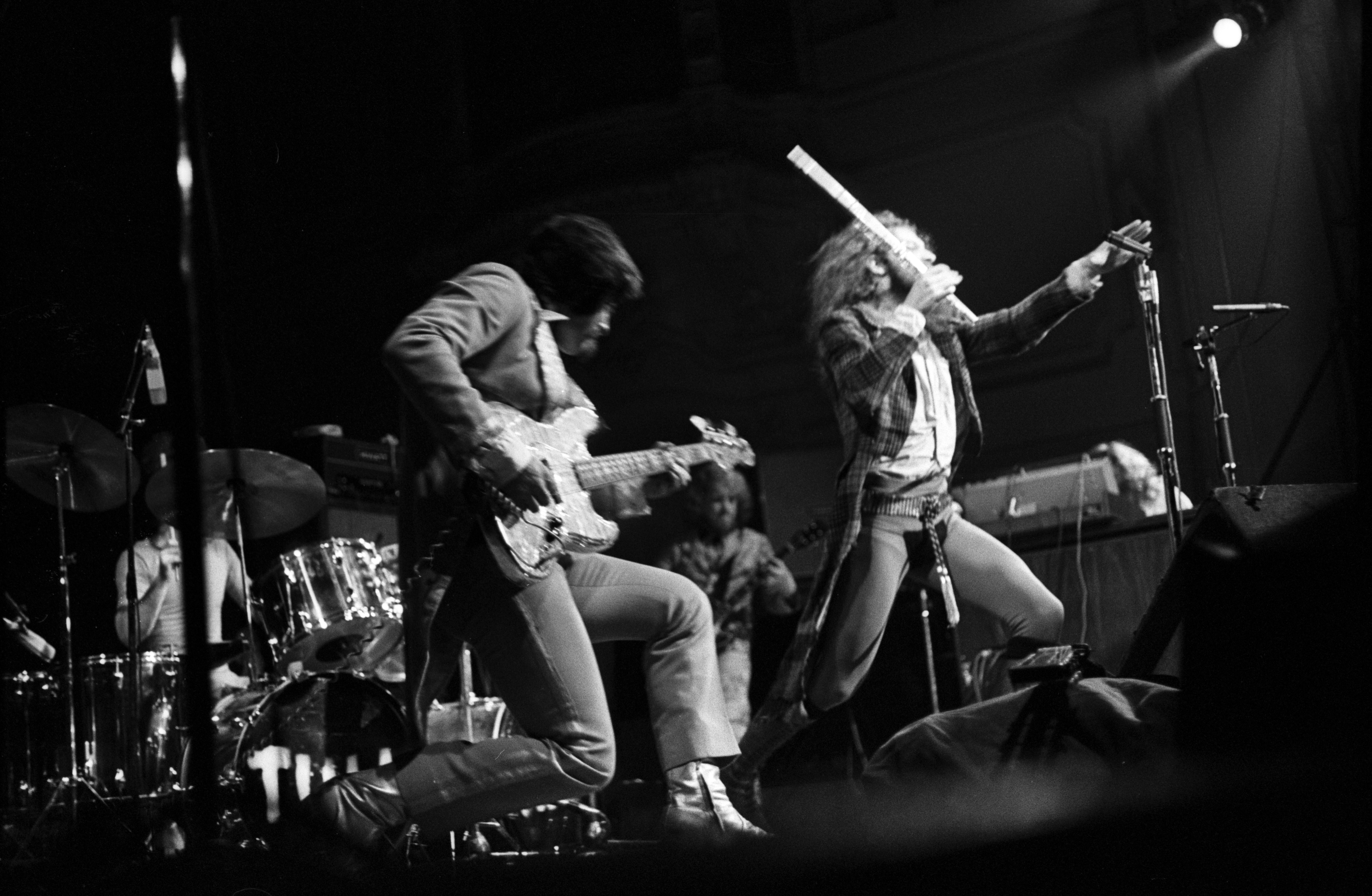
Foto de principios de 1973, hecha en Hamburgo, de la gira de presentación del disco.